# Витинский, Юрий Иванович
Ю́рий Ива́нович Вити́нский (1926 — 19 июля 2003, Санкт-Петербург) — советский астроном.
Окончил Ленинградский государственный университет, с 1953 года работал на Кисловодской горной станции, с 1955 — в отделе физики Солнца Пулковской обсерватории. В 1963 году защитил кандидатскую диссертацию «Некоторые вопросы пятнообразовательной деятельности Солнца и прогнозов чисел Вольфа». С 1965 года и до конца жизни являлся учёным секретарем обсерватории. Занимался исследованиями солнечной активности, прежде всего, цикличности пятнообразовательной деятельности Солнца, а также работами, посвящёнными методам прогнозирования. Автор нескольких монографий и более двухсот научных статей.
Ветеран Великой Отечественной войны. Награждён восемью правительственными наградами.

## Публикации

### Книги
- Витинский Ю. И. Прогнозы солнечной активности. — М.; Л.: Наука, 1963. — 151 с. — 1700 экз.
- Витинский Ю. И. Международный год спокойного Солнца. — Л.: Наука, 1964. — 40 с. — 10 000 экз.
- Витинский Ю. И. Морфология солнечной активности. — М.; Л.: Наука, 1966. — 199 с. — 1300 экз.
- Витинский Ю. И. Солнечная активность. — 2-е изд. — М.: Наука, 1969. — 92 с. — 28 000 экз.
- Витинский Ю. И. Циклы солнечной активности. — М.: Знание, 1972. — (Серия «Космонавтика, астрономия»). — 2495 экз.
- Витинский Ю. И. Цикличность и прогнозы солнечной активности. — Л.: Наука, 1973. — 257 с. — 1550 экз.
- Витинский Ю. И., Оль А. И., Сазонов Б. И. Солнце и атмосфера Земли. — Л.: Гидрометеоиздат, 1976. — 351 с. — 2500 экз.
- Витинский Ю. И. Главная астрономическая обсерватория Академии наук СССР в Пулково. — Л.: Наука, 1981. — 47 с. — 10 000 экз.
- Витинский Ю. И. Солнечная активность. — 2-е изд. — М.: Наука, 1983. — 192 с. — 80 000 экз.
- Витинский Ю. И., Копецкий М., Куклин Г. В. Статистика пятнообразовательной деятельности Солнца. — М.: Наука, 1986. — 295 с. — 1250 экз.

### Статьи
См. список статей в ADS.